# Jean-Michel Henry
Jean-Michel Henry (Marsella, 14 de diciembre de 1963) es un deportista francés que compitió en esgrima, especialista en la modalidad de espada.
Participó en cuatro Juegos Olímpicos de Verano, obteniendo en total cuatro medallas, plata en Los Ángeles 1984, en la prueba por equipos (junto con Philippe Boisse, Olivier Lenglet, Philippe Riboud y Michel Salesse), oro en Seúl 1988, por equipos (con Frédéric Delpla, Olivier Lenglet, Philippe Riboud y Éric Srecki), bronce en Barcelona 1992, prueba individual, y bronce en Atlanta 1996, por equipos (con Robert Leroux y Éric Srecki).
Ganó siete medallas en el Campeonato Mundial de Esgrima entre los años 1983 y 1995.

## Palmarés internacional
| Juegos Olímpicos   | Juegos Olímpicos             | Juegos Olímpicos  | Juegos Olímpicos   |
| Año                | Lugar                        | Medalla           | Prueba             |
| ------------------ | ---------------------------- | ----------------- | ------------------ |
| 1984               | Los Ángeles (Estados Unidos) | Medalla de plata  | Espada por equipos |
| 1988               | Seúl (Corea del Sur)         | Medalla de oro    | Espada por equipos |
| 1992               | Barcelona (España)           | Medalla de bronce | Espada individual  |
| 1996               | Atlanta (Estados Unidos)     | Medalla de bronce | Espada por equipos |
| Campeonato Mundial |                              |                   |                    |
| Año                | Lugar                        | Medalla           | Prueba             |
| 1983               | Viena (Austria)              | Medalla de oro    | Espada por equipos |
| 1987               | Lausana (Suiza)              | Medalla de bronce | Espada por equipos |
| 1990               | Lyon (Francia)               | Medalla de plata  | Espada por equipos |
| 1993               | Essen (Alemania)             | Medalla de plata  | Espada por equipos |
| 1994               | Atenas (Grecia)              | Medalla de oro    | Espada por equipos |
| 1994               | Atenas (Grecia)              | Medalla de bronce | Espada individual  |
| 1995               | La Haya (Países Bajos)       | Medalla de plata  | Espada por equipos |